# Bataille de Boomplaats
Guerre anglo-boer de 1848
La bataille de Boomplaats ou Bloemplaatz est livrée le 29 août 1848 en Afrique du Sud, pendant la guerre anglo-boer de 1848. 
Trouvant son origine dans le différend frontalier qui oppose les Boers et les Britanniques au sujet des territoires situés entre les fleuves Vaal et Orange, ce conflit est résolu militairement par la bataille de Boomplaats remportée par les forces britanniques commandées par sir Harry Smith, sur un commando boer en nette infériorité numérique sous les ordres d'Andries Pretorius. La victoire assure la souveraineté de la région aux Britanniques, jusqu'en 1854, année lors de laquelle ils reconnaissent son indépendance.